# .kw
.kw (Kuwait) é o código TLD (ccTLD) na Internet para o Kuwait.